# Valladolid
 (juillet 2024).
Pour les articles homonymes, voir Valladolid (homonymie).
Valladolid ([ba.ʝa.ð̞oˈlið̞] , ) est une ville et une commune du nord-ouest de l'Espagne, capitale de la province de Valladolid. Elle est située à la confluence du Pisuerga et de l'Esgueva. 
Elle compte une population de 297 775 habitants en 2021, les Vallisolétans (en espagnol : Vallisoletanos).

## Toponymie

### Étymologie

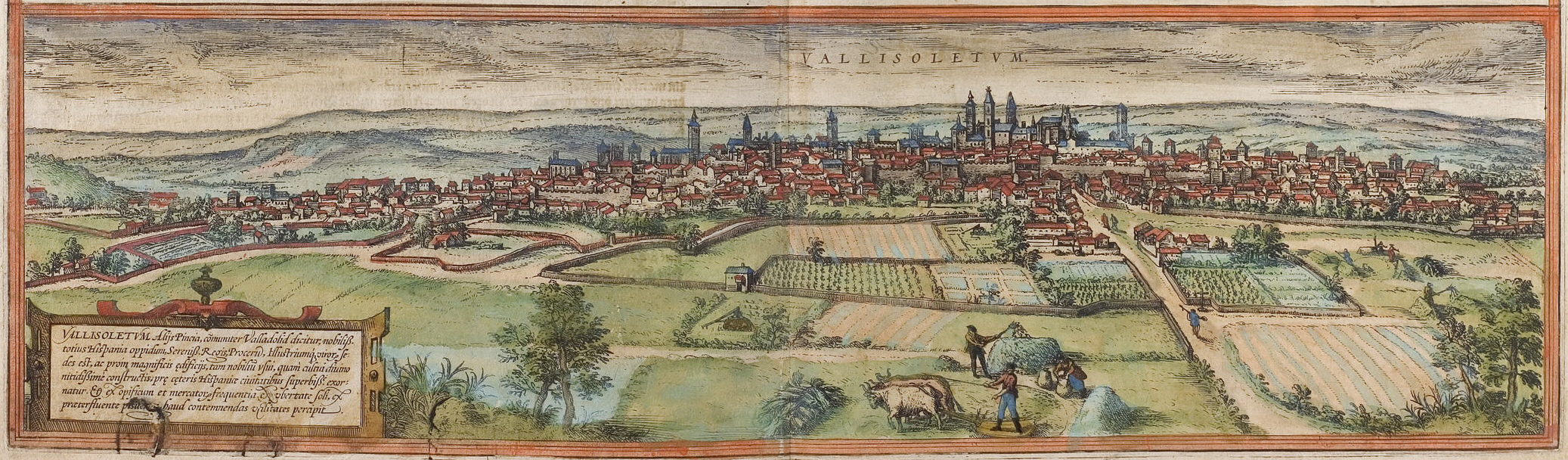
Vallisoletum, 1574, Braun et Hogenberg.

L'origine du nom de la ville reste incertaine, faute de sources fiables. Par le passé, il était couramment admis que le nom provenait de Valledolit (en espagnol : Valle de Olit) ou, en français, Valais d'Olit, en référence à un Maure nommé Olit qui aurait possédé la ville. Cependant, cette hypothèse est aujourd'hui contestée par les spécialistes, bien que les arguments précis ayant conduit à son rejet restent peu documentés.
Une autre origine serait Vallis Olivetum, c'est-à-dire « vallée des Olives » (en espagnol : Valle de los olivos), bien qu’étant donné le climat extrême de la ville, il ne paraît pas très probable qu’il y eût une grande quantité d’olives dans la zone.
Autre version est celle en relation avec la présence musulmane en Espagne. En effet, les arabes appelaient cette région Balad al Walid (ou Balad-Walid, en arabe : بلد الوليد) soit ville d'Al Walid, exonyme arabe actuellement utilisé.
Autre explication : Valladolid viendrait de Valle Delicias, la « Vallée des Délices » (d'où la prononciation Vayadolisse). En effet, la ville est située dans une plaine agricole, au climat beaucoup moins rude que ses voisines castillanes. Également, Delicias est un quartier de Valladolid.
L'origine la plus probable semble être l’expression celte Valle tolitum (en espagnol : Valle de Aguas) c'est-à-dire « vallée des Eaux » puisque la confluence de la Pisuerga et de l’Esgueva s’y trouve.

### La Pucelle (Pucela)

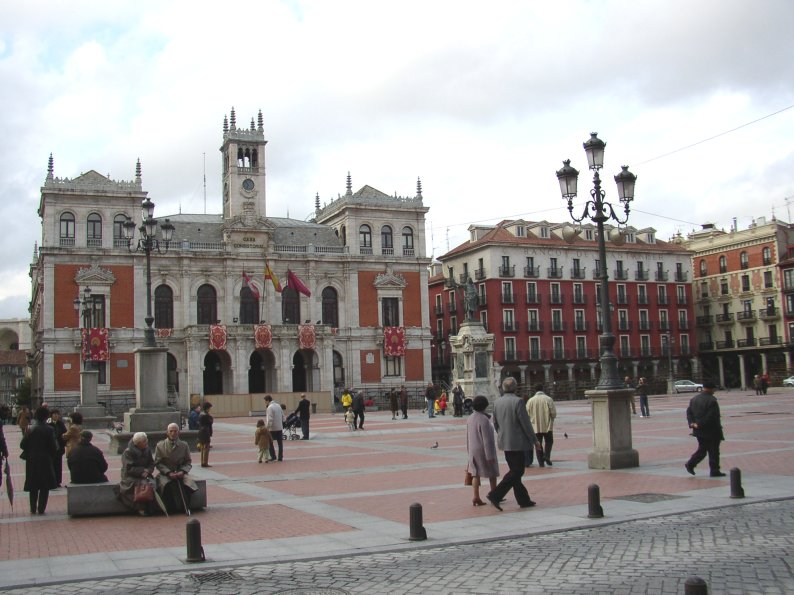
L'hôtel de ville sur la Plaza Mayor.

La ville de Valladolid est communément appelée La Pucelle (Pucela), deux théories existent sur l'origine de ce terme :
- au XVe siècle, quelques Vallisolétans, sous les ordres de Rodrigue de Villandrando seraient allés combattre les Anglais en France aux côtés de Jeanne d’Arc. À leur retour à Valladolid, le nom de pucelanos leur aurait été attribué en référence à la « pucelle d’Orléans » (Pucela de Orléans), de là serait né l’éponyme « La Pucelle » (Pucela) ;
- le professeur de l’université de Valladolid don Celso Almunia défend une autre théorie : Valladolid se trouve dans une vallée traversée par plusieurs cours d’eau. Il s’agit donc d’une « mare » au milieu d’un environnement sec, ce qui peut être traduit par le terme espagnol poza  qui aurait dérivé au cours des années en pucela (pozuela).

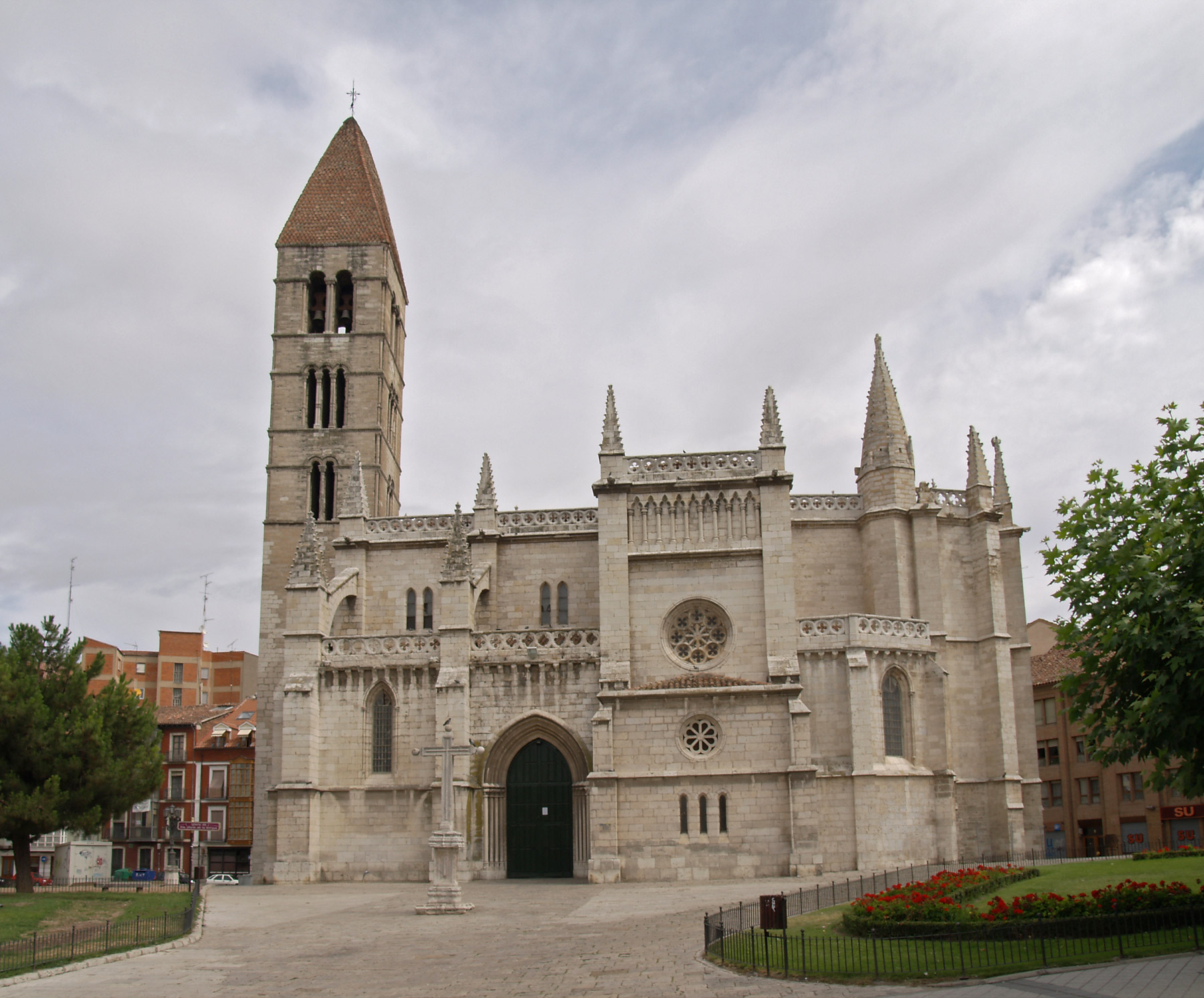
L'église Santa María la Antigua.

## Histoire

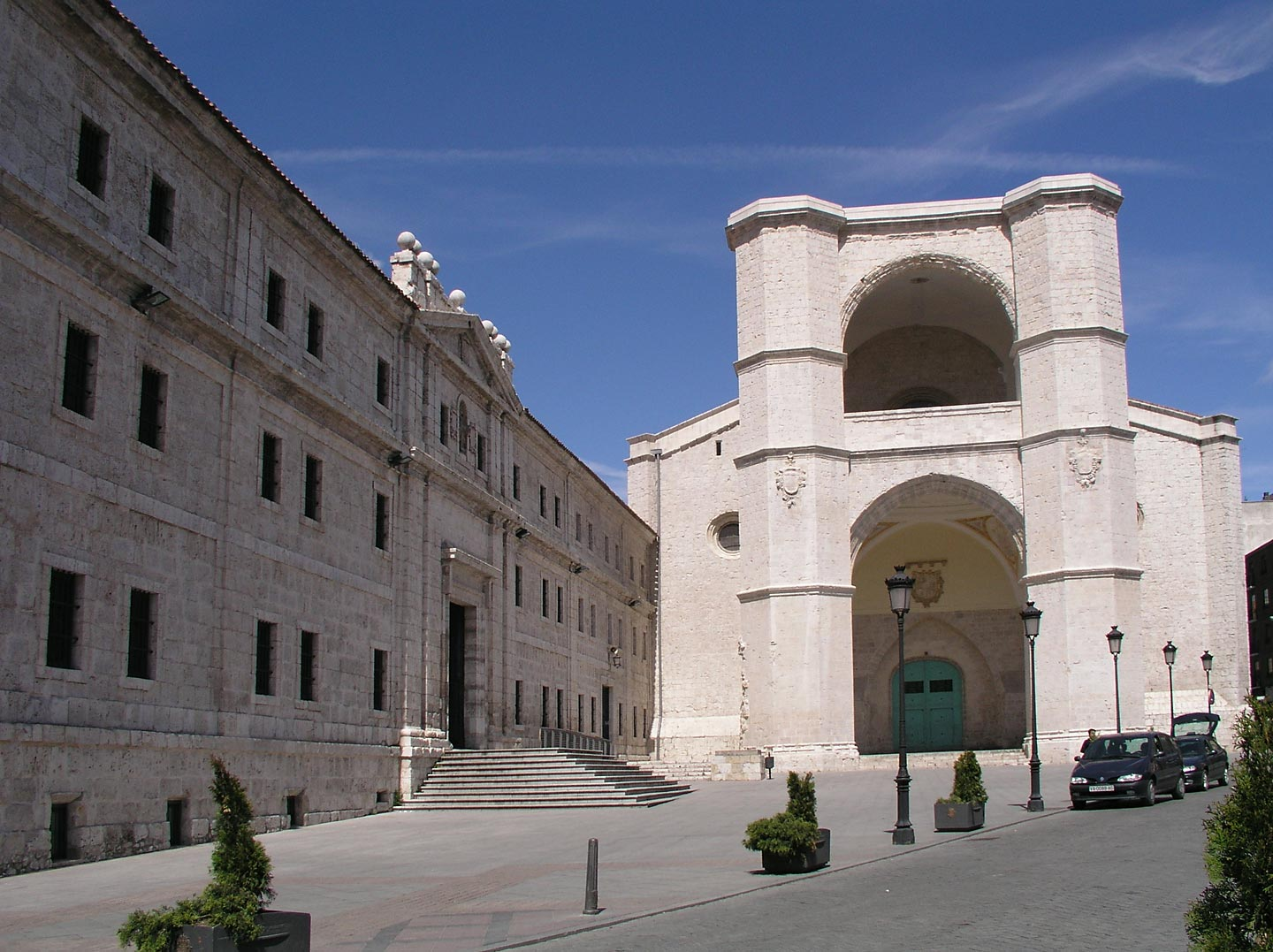
L'église San Benito.

La reconquête de Valladolid sur les Maures eut lieu au Xe siècle. À partir du XIIe siècle, la ville est favorisée par le roi de Castille qui nomme directement les principaux notables et officiers. En 1343 est fondée l'université qui donnera quantité de juristes (letrados) à la Couronne. En 1373, Henri II de Trastamare y installe la Chancellerie Royale.
Résidence des rois de Castille depuis le XVe siècle jusqu'à ce que Philippe II d'Espagne fasse de Madrid la capitale du royaume en 1561, Valladolid redevint temporairement capitale de 1600 à 1606. La ville se révolta contre Charles Quint en 1520 au cours de la Guerre des Communautés de Castille. En 1527 s'y tint la conférence de Valladolid, réunion théologique visant à débattre de l'orthodoxie des idées d'Érasme.
La ville fut le théâtre de la controverse de Valladolid qui porta en 1550 sur le statut des Indiens d'Amérique et qui opposa le dominicain Bartolomé de Las Casas et le théologien Juan Ginés de Sepúlveda.
Le départ de la cour en octobre 1559 provoque l'arrêt de l'extension urbaine. Au XIVe siècle, Valladolid est la troisième ou quatrième ville de Castille après Séville et Tolède, le recensement de 1591 dénombrant 8 112 habitants.
Le collège Saint-Albans, avec l'église Notre-Dame-des-Douleurs, est fondé en 1590 par le jésuite Robert Persons, Francis Englefield et Jane Dormer, duchesse de Feria, pour les catholiques anglais exilés.

## Monuments

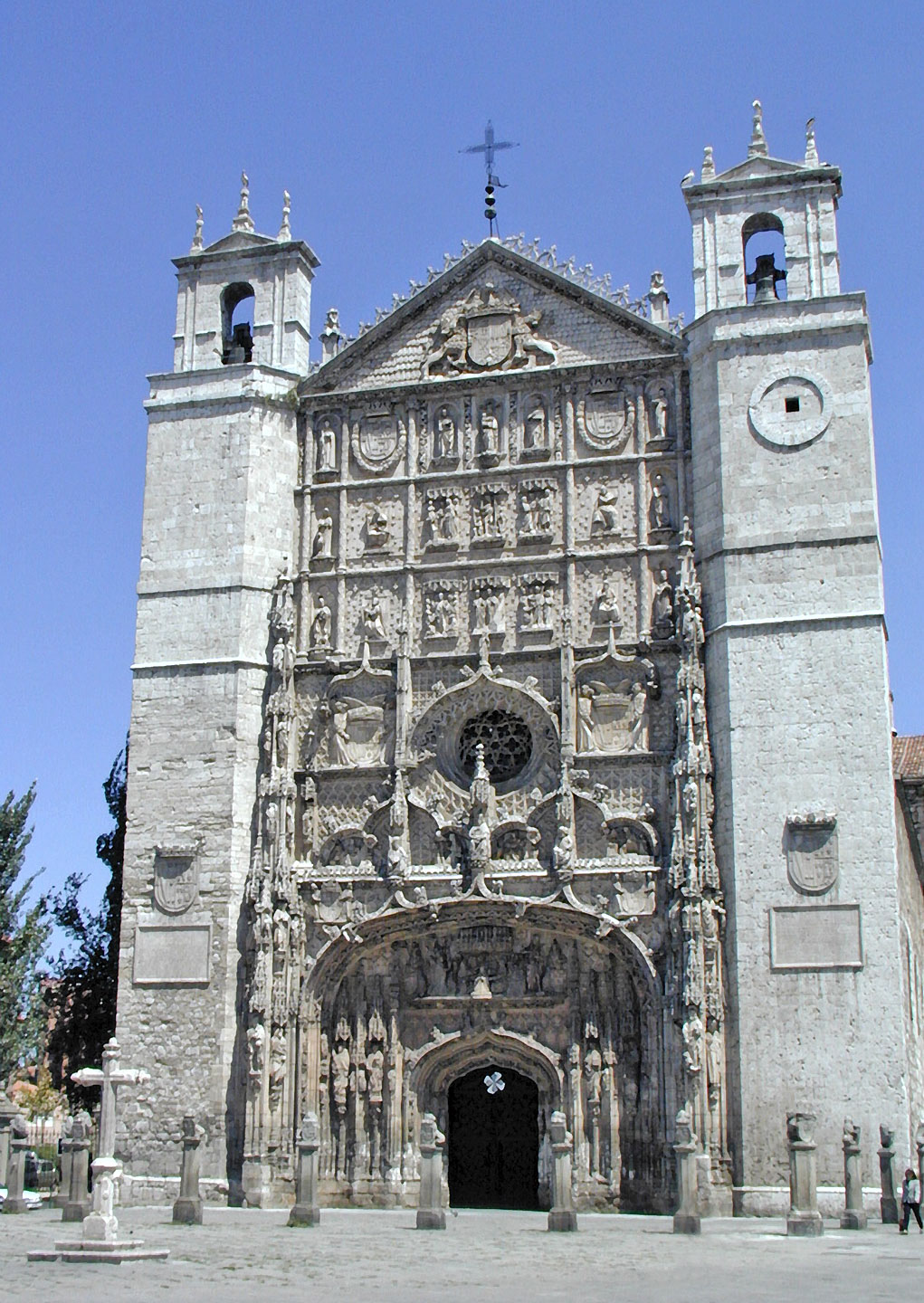
L’église Saint-Paul (San Pablo).

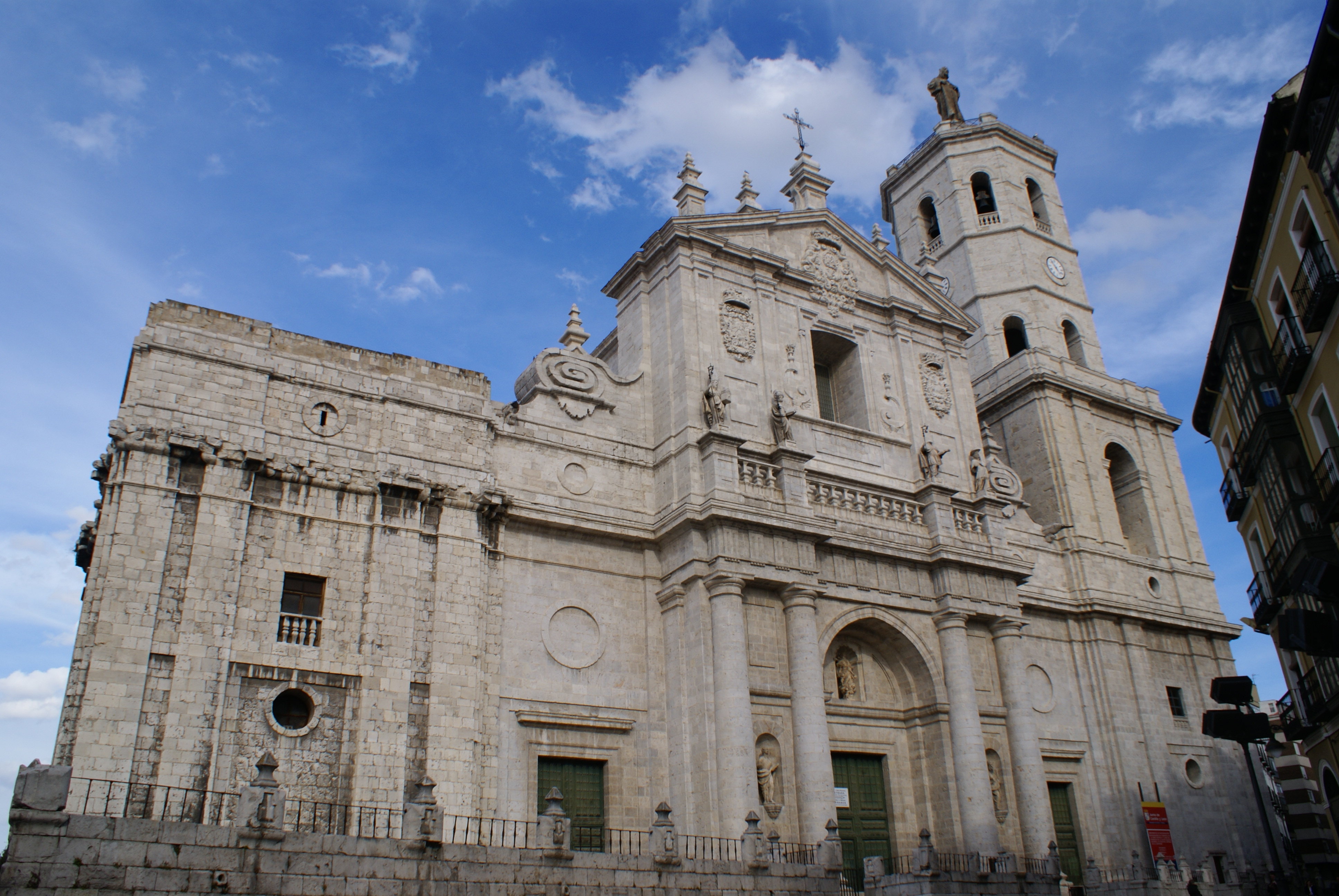
La cathédrale Notre-Dame-de-l’Assomption.

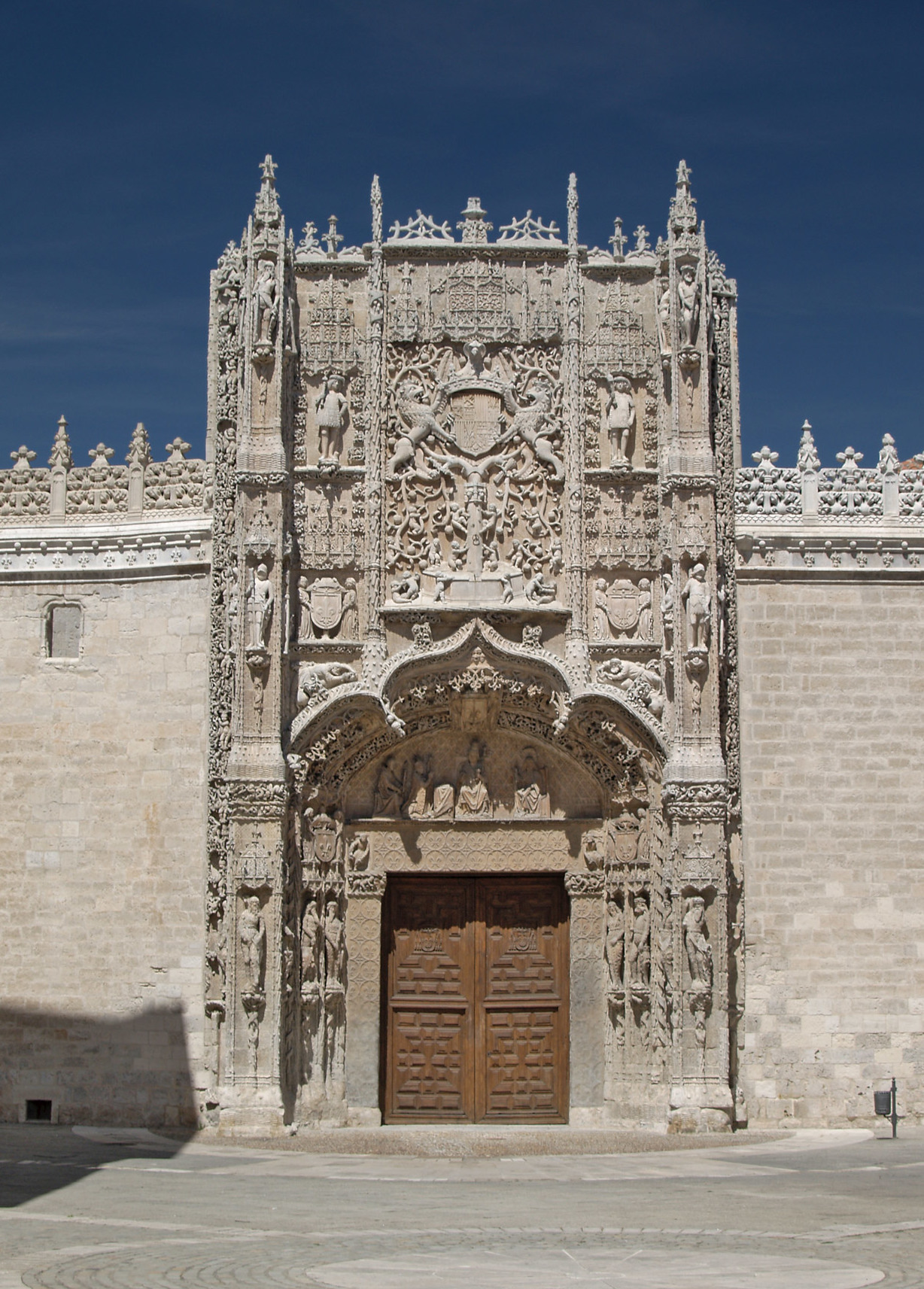
Le Musée national de sculpture polychrome.

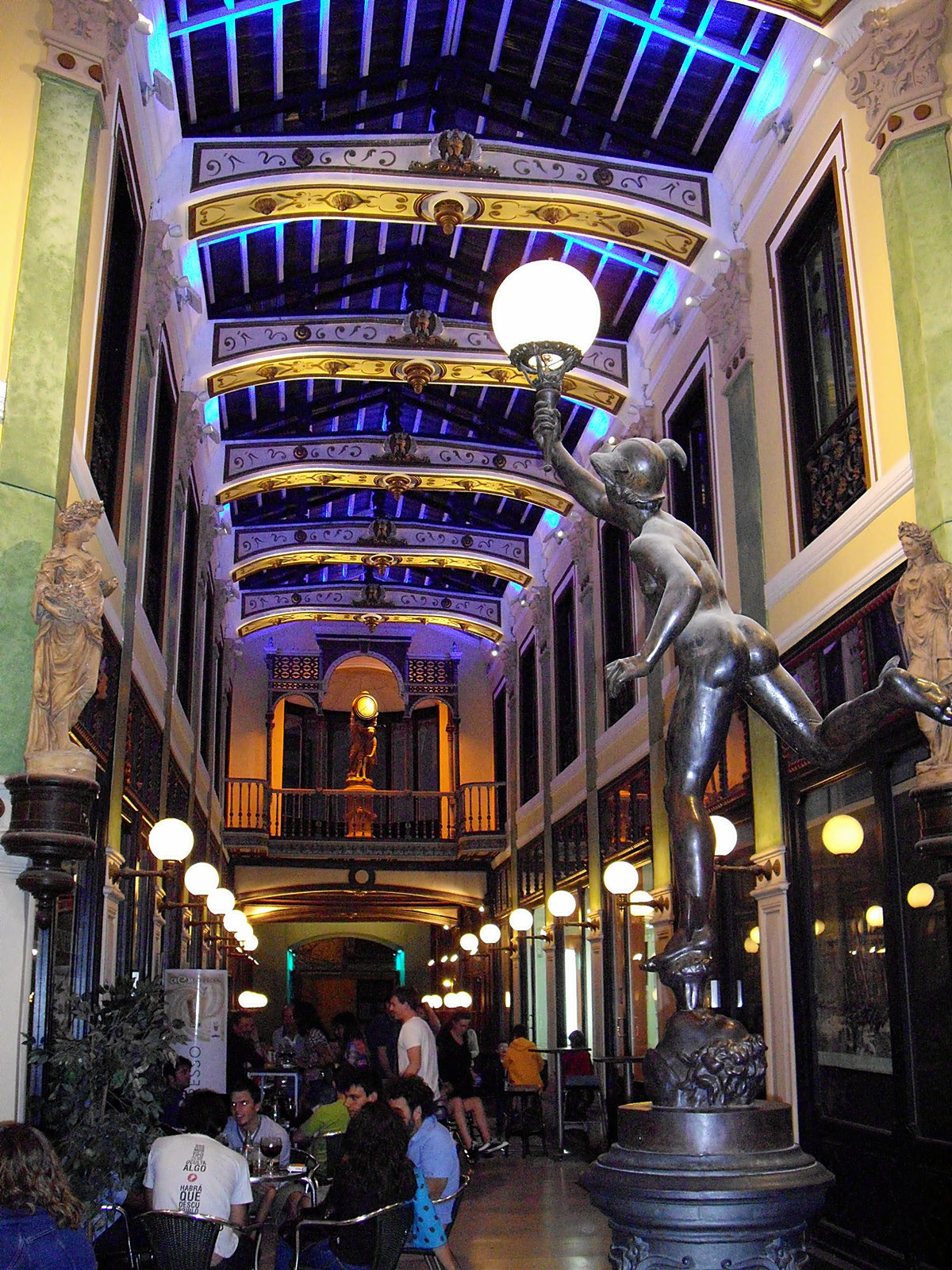
La galerie commerciale Gutierrez.

- Collège du XVe siècle de San Gregorio, qui contient le musée national de sculpture polychrome. Abrite l'une des toutes premières collections de sculptures d'Espagne. Il rassemble des sculptures représentatives de l'école castillane : Alonso Berruguete, Jean de Joigny (Juan de Juni) ou Gregorio Fernández, aux côtés d’autres grands maîtres espagnols : Juan Martínez Montañés, Pedro de Mena, ou Luis Salvador Carmona.
- Université (fondée au XIIIe siècle). La remarquable façade baroque date de 1716-1718.
- Collège du XVe siècle de Santa Cruz, qui contient le rectorat de l'université de Valladolid.
- Église Notre-Dame-des-Douleurs et collège Saint-Albans ou collège des Anglais, du XVIe siècle.
- Cathédrale Notre-Dame-de-l’Assomption du XVIe siècle (inachevée) de styles renaissance et baroque.
- Sanctuaire de la Grande-Promesse du début du XVIIe siècle.
- Église Santa María la Antigua, achevée au début du XIIIe siècle.
- Église conventuelle Saint-Paul du XVIe siècle.
- Église de la Sainte-Vraie-Croix (es) du XVIe siècle.
- Couvent des Augustins, qui contient le Musée oriental. Abrite collections d'art chinoise et philippine.
- Palais royal du XVIe siècle.
- Palais de Fabio Nelli du XVIe siècle.
- Palais de Villena du XVIe siècle.
- Palais de Pimentel du XVe siècle.
- Dernière résidence de Christophe Colomb.
- Casa de Cervantes.
- Monastère royal Saint-Joachim-et-Sainte-Anne.
- Passage Gutiérrez

## Transport
- L'aéroport international de Valladolid est situé à 10 km de la ville, dans la municipalité de Villanubla, à 845,96 mètres d'altitude, il a été ouvert en 1938.

Avec un trafic total de 512 928 passagers, 14 094 opérations et 31 012 kilogrammes de fret en 2007 officielle AENA a dit, est le 28e aéroport espagnol par le volume de passagers.
Il dispose de 15 destinations régulières :

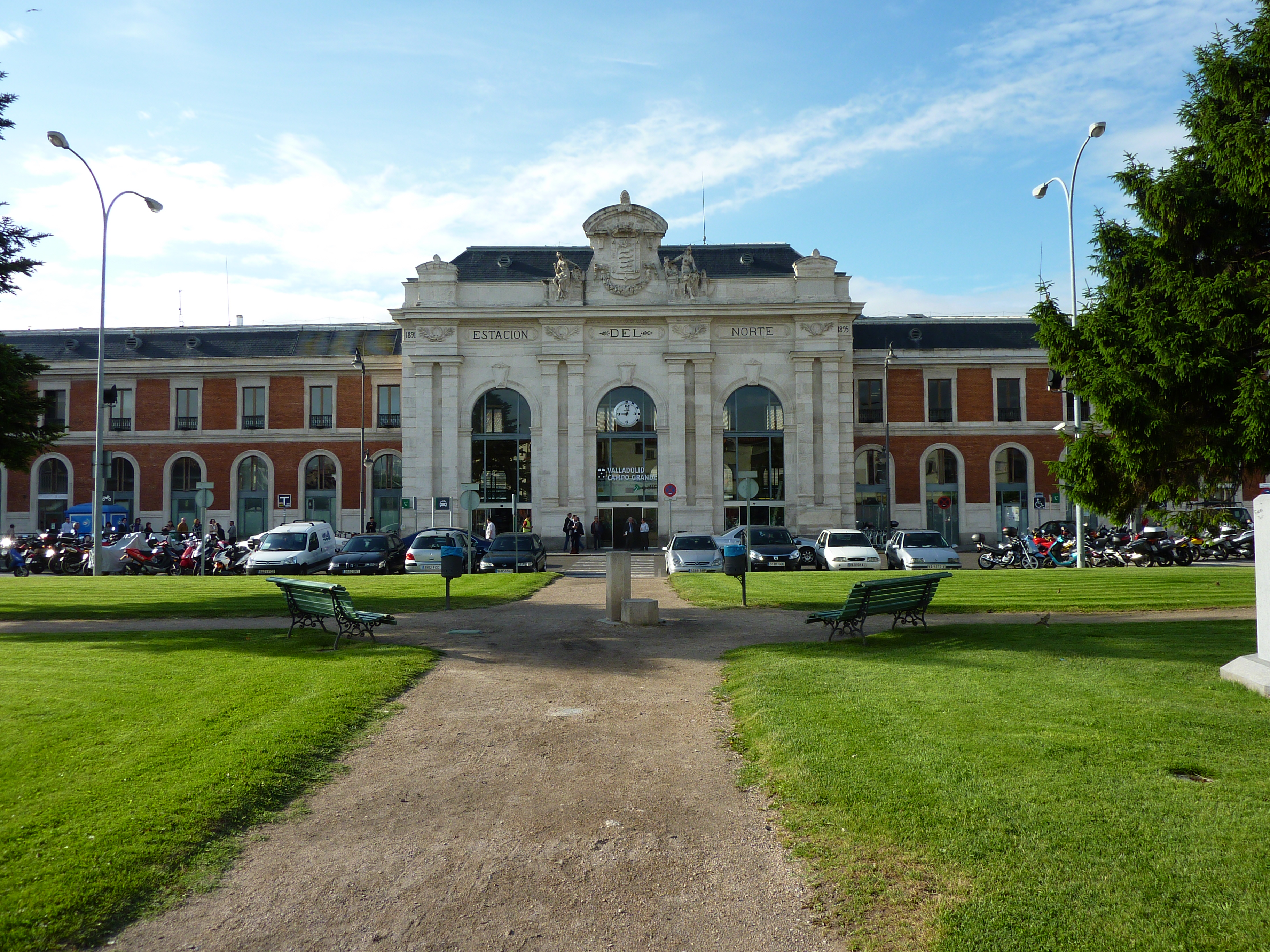
La gare de Valladolid.

10 d'entre eux nationales : Alicante, Barcelone, Ibiza, Las Palmas de Gran Canaria, Malaga, Minorque, Palma de Mallorca, Santa Cruz de Tenerife, Séville et Valence.
5 Internationales : Charleroi, Düsseldorf, Londres, Milan et Paris.
- La gare ferroviaire de Valladolid-Campo Grande est desservie par les trains espagnols à grande vitesse et régionaux.

## Université
L'université de Valladolid est une université publique espagnole fondée au XIIIe siècle.
L'Universidad Europea Miguel de Cervantes (es) est une université privée fondée en 2002.

## Chancellerie royale de Valladolid
Les archives historiques d'Espagne constituent un fonds considérable : les premiers documents sont antérieurs au Xe siècle et s'étendent jusqu'à la période contemporaine.

Elles sont complétées par les archives provinciales détenues dans chaque région correspondant autrefois aux seigneuries souveraines.

## Démographie
Elle compte 302 884 habitants en 2017.

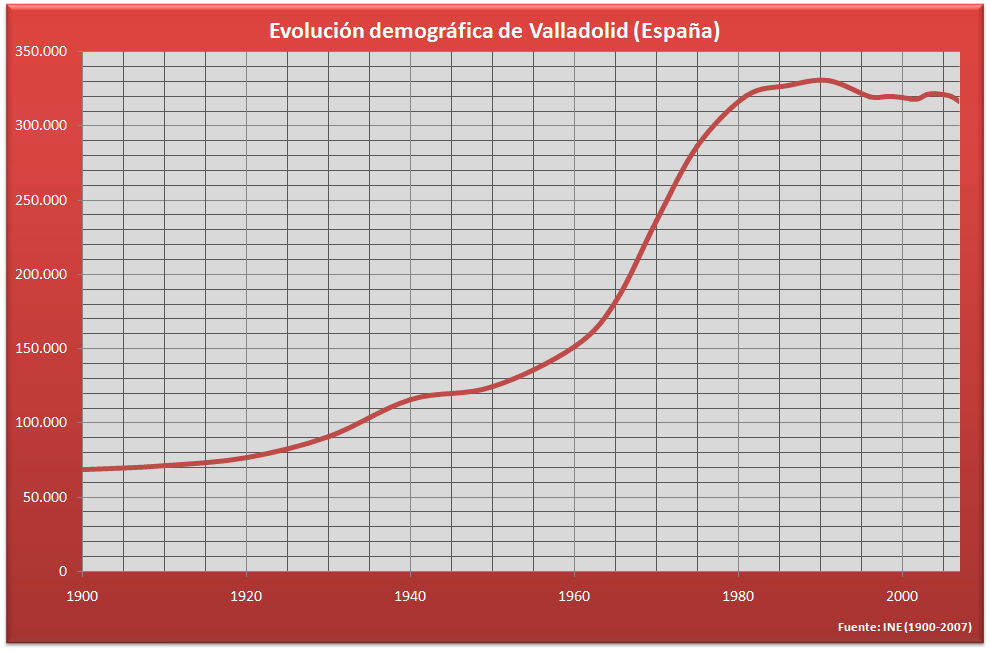
Évolution démographique de Valladolid (1900-2005).

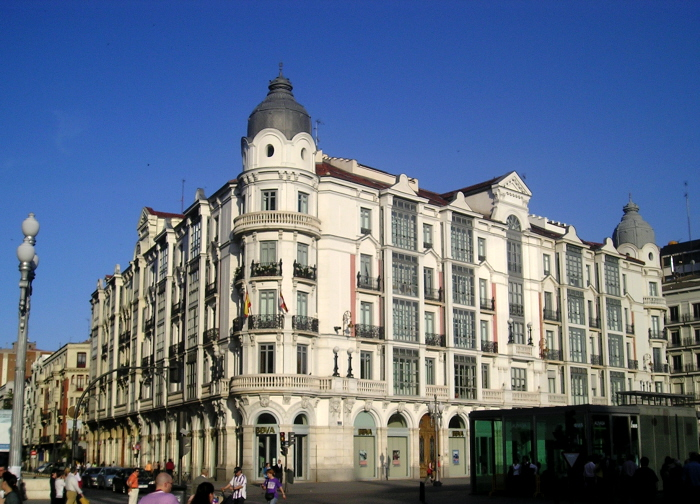
Mantilla Maison.

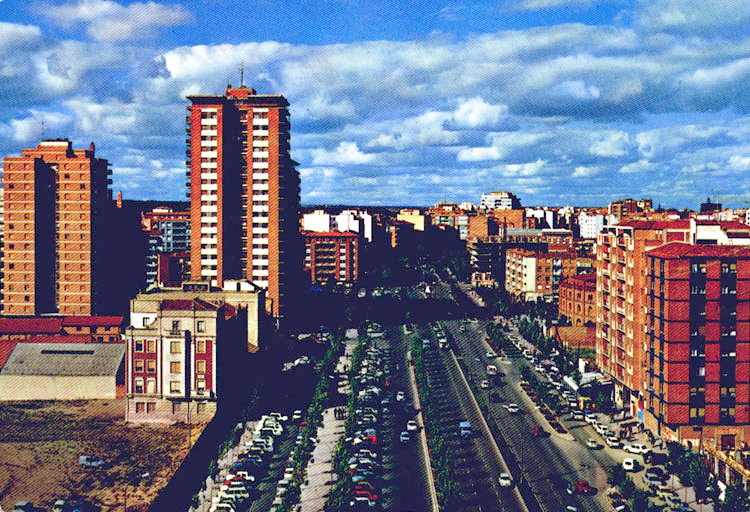
Le Paseo de Zorrilla dans les années 1970.

Ces dernières années, la ville de Valladolid a connu une perte de population, en faveur de sa banlieue, où de nouvelles zones résidentielles prolifèrent. Avec sa banlieue, elle compte 383 894 habitants ce qui en fait la 19e zone de peuplement d'Espagne. Le manque de logements dans la ville même et des politiques de planification urbaine adéquate eurent pour conséquence ces changements résidentiels orientés vers les périphéries. Les jeunes couples qui ne déménagent pas dans une autre province optent pour l'achat d'une résidence dans des communes en périphérie, dont la croissance démographique est la conséquence de la dépopulation de la ville (de 330 700 habitants en 1991 à 302 884 en 2017). La commune doit aussi faire face à une population vieillissante et un taux de mortalité (10,5 %) plus important que son taux de natalité (7,4 %), ce qui conduit décroissance démographique.
| 1950    | 1960    | 1970    | 1981    | 1991    | 1996    | 2001    | 2004    | 2005    |
| ------- | ------- | ------- | ------- | ------- | ------- | ------- | ------- | ------- |
| 124 200 | 151 000 | 234 000 | 320 290 | 330 700 | 319 805 | 316 580 | 321 713 | 321 001 |

| 2011    | 2014    | 2015    | 2016    | 2017    | - | - | - | - |
| ------- | ------- | ------- | ------- | ------- | - | - | - | - |
| 311 680 | 306 830 | 303 905 | 301 876 | 302 884 | - | - | - | - |

La majorité des étrangers résidant dans la ville sont européens (53 %), mais on retrouve aussi des Américains (26 %), des Africains (19,6 %) et des Asiatiques (7,8 %). Les nationalités les plus nombreuses sont les Marocains (17,1 %), les Roumains (15,1 %), les Colombiens (3,8 %) , les Équatoriens (2,7 %) et les Français (1,9 %).

## Politique et administration
Valladolid est la capitale de la province éponyme. Elle appartient à la comarque de Campiña del Pisuerga, dont elle est le chef-lieu.
Elle comptait 295 639 habitants aux élections municipales du 28 mai 2023. Son conseil municipal (en espagnol : Pleno del Ayuntamiento) se compose donc de 27 élus.

### Maires
| Mandat    | Maire | Maire                                 | Parti | Majorité |
| --------- | ----- | ------------------------------------- | ----- | -------- |
| 1979-1983 |       | Tomás Rodríguez Bolaños (es)          | PSOE  | 13 / 29  |
| 1983-1987 |       | Tomás Rodríguez Bolaños (es)          | PSOE  | 18 / 29  |
| 1987-1991 |       | Tomás Rodríguez Bolaños (es)          | PSOE  | 12 / 29  |
| 1991-1995 |       | Tomás Rodríguez Bolaños (es)          | PSOE  | 12 / 29  |
| 1995-1999 |       | Francisco Javier León de la Riva (es) | PP    | 15 / 29  |
| 1999-2003 |       | Francisco Javier León de la Riva (es) | PP    | 15 / 29  |
| 2003-2007 |       | Francisco Javier León de la Riva (es) | PP    | 15 / 29  |
| 2007-2011 |       | Francisco Javier León de la Riva (es) | PP    | 15 / 29  |
| 2011-2015 |       | Francisco Javier León de la Riva (es) | PP    | 17 / 29  |
| 2015-2019 |       | Óscar Puente                          | PSOE  | 8 / 29   |
| 2019-2023 |       | Óscar Puente                          | PSOE  | 11 / 27  |
| 2023-2027 |       | Jesús Julio Carnero (es)              | PP    | 11 / 27  |

## Économie

### Principales activités
- textile
- maroquinerie
- papier
- chimie
- automobile avec les groupes français Renault et italien Iveco dans la construction, et Michelin dans la fabrication de pneumatiques, sans compter tous les sous-traitants situés en périphérie (PGO, Faurecia, Johnson Controls ...)
- équipements de chemin de fer

### Relations spéciales entre Valladolid et la France

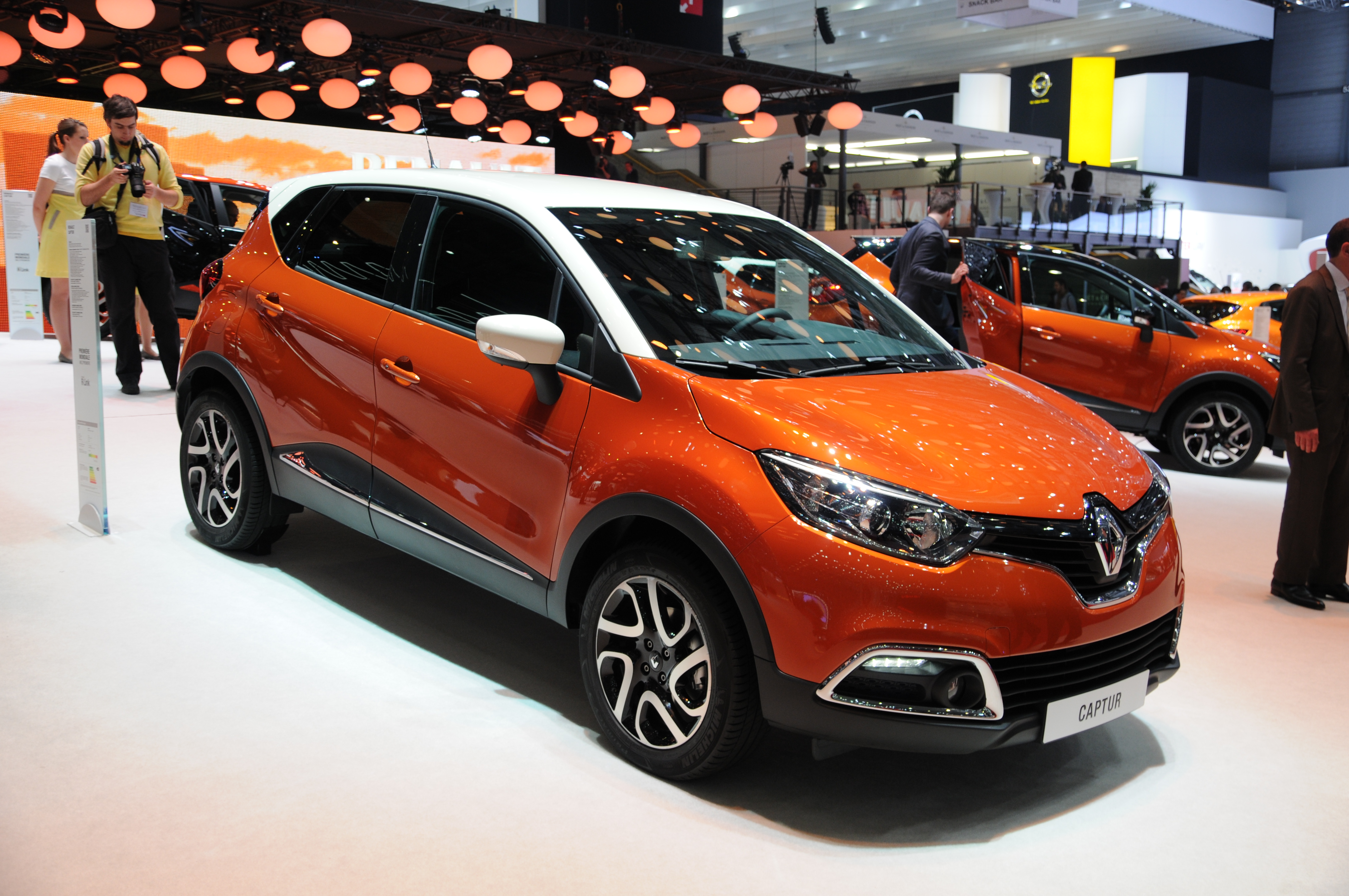
Renault Captur (2013-présent).

Le principal partenaire commercial de la province vallisolétane est la France. En 2014, elle était le principal destinataire des exportations vallisolétanes (1 758 des 5 465 millions d'euros) et de loin le premier investisseur à Valladolid (4 518 des 8 252 millions d'euros totaux). Cette relation économique étroite remonte au XIXe siècle lorsque commence l'industrialisation de Valladolid, alors que de nombreux entrepreneurs français choisissent d'investir dans diverses industries comme la métallurgie ou le chemin de fer.
L'hispaniste français Jean Charles Davillier, dans son livre Voyage par l'Espagne publié en 1873, décrit son arrivée à Valladolid en 1862 ainsi :

« L'arrivée à Valladolid provoque au voyageur une impression à laquelle il n'est pas habitué en Espagne. De tous les côtés se dressent les hautes cheminées de brique de nombreuses usines obscurcissant le ciel avec leur noire fumée. Il se trouve dans une ville active et laborieuse. Après Barcelone, Valladolid est la ville la plus industrielle de la péninsule. »

Les relations s'intensifient à partir de la deuxième moitié du XXe siècle. La licence accordée en 1951 par le constructeur automobile français Renault à Fasa-Renault a provoqué une forte industrialisation et attiré d'autres entreprises françaises comme Michelin ou Isorel. En 1975, le secteur du matériel de transport représentait ainsi jusqu'à 54,4 % de la VAB et 45 % de l'emploi de l'industrie vallisoletane. C'est pourquoi la forte présence française rend la bourgeoisie vallisoletane très francophile : d'ailleurs le Lycée Français de Valladolid est le passage recommandé pour travailler chez Renault ou Michelin [pas clair].

## Climat

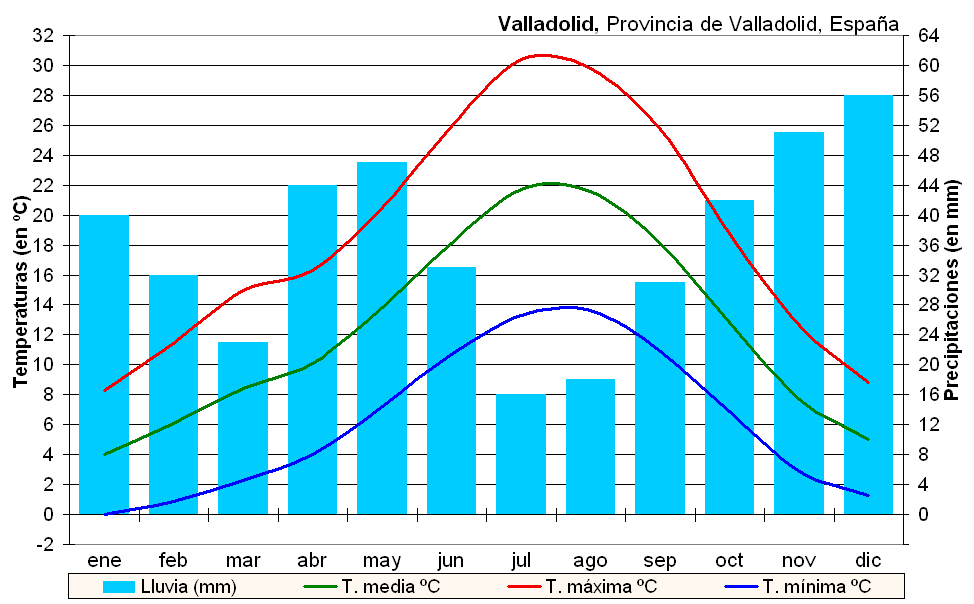
Climat de Valladolid

Le climat de Valladolid est continental. Le vieux proverbe castillan « Nueve meses de invierno y tres de infierno » (« Neuf mois en hiver et trois mois en enfer ») le décrit à la perfection. Les températures sont fraîches, avec une moyenne annuelle de 12,3 °C ; les hivers connaissent de fréquentes gelées (61 jours de gel par an, en moyenne) et chutes de neige, bien que les fortes chutes de neige soient rares, en raison de la situation géographique de la ville. Les étés sont en général chauds et secs, avec des températures maximales aux alentours de 30 °C, mais avec des minimales assez fraîches. Les records de température sont 40,2 °C le 19 juillet 1995 et de  –11,5 °C le 14 février 1983. À l'observatoire de Villanubla, les températures sont plus basses. Les précipitations, bien que rares étant donné la situation de la ville dans la zone la plus aride de la Meseta nord, sont réparties de manière assez régulière tout au long de l'année, les mois les plus secs étant mars et les mois d'été. La moyenne annuelle d'ensoleillement est de 2 534 heures et 71 jours de pluie.
| 1971-2000           | janv | fév  | mars | avr  | mai  | juin | juil | août | sept | oct  | nov  | déc | TOTAL |
| ------------------- | ---- | ---- | ---- | ---- | ---- | ---- | ---- | ---- | ---- | ---- | ---- | --- | ----- |
| Temp. maximale (°C) | 8,3  | 11,4 | 15,0 | 16,3 | 20,5 | 25,9 | 30,4 | 29,8 | 25,7 | 18,8 | 12,6 | 8,8 | 18,6  |
| Temp. minimale (°C) | 0,0  | 0,9  | 2,3  | 4,0  | 7,2  | 10,7 | 13,3 | 13,6 | 10,9 | 6,9  | 2,9  | 1,3 | 6,2   |
| Précipitations (mm) | 40   | 32   | 23   | 44   | 47   | 33   | 16   | 18   | 31   | 42   | 51   | 56  | 435   |

| Mois                                  | jan.      | fév.       | mars       | avril     | mai       | juin      | jui.      | août      | sep.      | oct.      | nov.      | déc.       | année      |
| ------------------------------------- | --------- | ---------- | ---------- | --------- | --------- | --------- | --------- | --------- | --------- | --------- | --------- | ---------- | ---------- |
| Température minimale moyenne (°C)     | 0,2       | 0,7        | 2,8        | 4,6       | 7,9       | 11,6      | 14        | 14,1      | 11,3      | 7,6       | 3,5       | 1,3        | 6,6        |
| Température moyenne (°C)              | 4,2       | 5,9        | 9          | 10,7      | 14,5      | 19,3      | 22,3      | 22,1      | 18,5      | 13,2      | 7,9       | 5          | 12,7       |
| Température maximale moyenne (°C)     | 8,2       | 11,2       | 15,2       | 16,9      | 21        | 27        | 30,7      | 30,1      | 25,6      | 18,9      | 12,4      | 8,6        | 18,8       |
| Record de froid (°C) date du record   | −11 1985  | −11,5 1983 | −10,2 1975 | −6 1975   | −1,7 1991 | 2,6 1984  | 3,2 1980  | 3,6 1977  | 0 1978    | −3,4 1974 | −6,8 2007 | −10,8 2001 | −11,5 1983 |
| Record de chaleur (°C) date du record | 17,2 2016 | 22,9 1997  | 26 2021    | 29,6 2005 | 34,4 2001 | 39,8 2019 | 40,2 1995 | 39,5 2021 | 38,2 1988 | 31,3 2017 | 24 1980   | 21,4 1985  | 40,2 1995  |
| Nombre de jours avec gel              | 15,9      | 12,8       | 6,7        | 2,3       | 0,3       | 0         | 0         | 0         | 0         | 0,5       | 5,8       | 12,4       | 56,2       |
| Ensoleillement (h)                    | 101       | 147        | 215        | 232       | 272       | 322       | 363       | 334       | 254       | 182       | 117       | 89         | 2 624      |
| Précipitations (mm)                   | 40        | 27         | 22         | 46        | 49        | 29        | 13        | 16        | 31        | 55        | 52        | 53         | 433        |
| Nombre de jours avec précipitations   | 6,3       | 5,2        | 4,8        | 7,8       | 7,9       | 4,5       | 2,1       | 2,3       | 4,3       | 7,5       | 7,1       | 7,7        | 67,7       |
| Humidité relative (%)                 | 83        | 72         | 62         | 62        | 60        | 52        | 45        | 48        | 56        | 70        | 79        | 84         | 64         |
| Nombre de jours avec neige            | 3         | 2,1        | 0,8        | 0,8       | 0         | 0         | 0         | 0         | 0         | 0         | 0,7       | 1,4        | 8,8        |
| Nombre de jours d'orage               | 0         | 0,1        | 0,2        | 1,4       | 3,6       | 3,6       | 2,9       | 2,6       | 1,8       | 0,7       | 0,1       | 0          | 17,5       |
| Nombre de jours avec brouillard       | 10,4      | 3,7        | 1,6        | 0,9       | 0,9       | 0,6       | 0,3       | 0,2       | 0,9       | 3         | 7,1       | 9,2        | 39,8       |

| Diagramme climatique                                  |           |           |           |         |          |          |            |            |           |           |          |
| J                                                     | F         | M         | A         | M       | J        | J        | A          | S          | O         | N         | D        |
| 8,20,240                                              | 11,20,727 | 15,22,822 | 16,94,646 | 217,949 | 2711,629 | 30,71413 | 30,114,116 | 25,611,331 | 18,97,655 | 12,43,552 | 8,61,353 |
| Moyennes : • Temp. maxi et mini °C • Précipitation mm |           |           |           |         |          |          |            |            |           |           |          |

| Mois                                  | jan.       | fév.      | mars       | avril     | mai       | juin      | jui.      | août      | sep.      | oct.      | nov.      | déc.       | année      |
| ------------------------------------- | ---------- | --------- | ---------- | --------- | --------- | --------- | --------- | --------- | --------- | --------- | --------- | ---------- | ---------- |
| Température minimale moyenne (°C)     | −0,9       | −0,4      | 1,5        | 3         | 6,2       | 9,9       | 12,1      | 12,4      | 10,1      | 6,5       | 2,3       | 0,1        | 5,2        |
| Température moyenne (°C)              | 3,3        | 4,9       | 7,8        | 9,3       | 12,8      | 17,6      | 20,6      | 20,5      | 17,2      | 12,2      | 7,1       | 4,1        | 11,5       |
| Température maximale moyenne (°C)     | 7,5        | 10,3      | 14         | 15,5      | 19,4      | 25,3      | 29,1      | 28,6      | 24,4      | 17,9      | 11,8      | 8,2        | 17,6       |
| Record de froid (°C) date du record   | −18,8 1971 | −16 1948  | −12,4 1975 | −6,5 1994 | −5,4 1991 | −0,5 2000 | 2,4 1996  | 2,4 1974  | −0,4 1974 | −5,6 1941 | −9,2 1962 | −12,6 1962 | −18,8 1971 |
| Record de chaleur (°C) date du record | 17 1966    | 23,6 1960 | 24,6 1965  | 29,2 1947 | 33 1965   | 38,9 2019 | 39,4 1995 | 38,6 2003 | 37,6 1988 | 29 2017   | 23,2 1970 | 19,8 1985  | 39,4 1995  |
| Nombre de jours avec gel              | 19,6       | 16,5      | 11         | 6,3       | 1,5       | 0         | 0         | 0         | 0         | 1,1       | 9,1       | 15,6       | 80,6       |
| Ensoleillement (h)                    | 118        | 158       | 205        | 227       | 274       | 323       | 368       | 342       | 242       | 191       | 133       | 103        | 2 684      |
| Précipitations (mm)                   | 36         | 26        | 23         | 43        | 53        | 30        | 15        | 21        | 32        | 52        | 51        | 53         | 435        |
| Nombre de jours avec précipitations   | 6,4        | 5,4       | 4,9        | 7,6       | 8         | 4,6       | 2,2       | 2,6       | 4,5       | 7,5       | 7,2       | 7,7        | 68,5       |
| Humidité relative (%)                 | 86         | 76        | 66         | 66        | 64        | 56        | 48        | 51        | 60        | 74        | 83        | 87         | 68         |
| Nombre de jours avec neige            | 2,5        | 2,4       | 0,6        | 0,8       | 0,1       | 0         | 0         | 0         | 0         | 0         | 0,9       | 1,2        | 9          |
| Nombre de jours d'orage               | 0,1        | 0         | 0,1        | 1,2       | 3,3       | 3,1       | 2,6       | 2,4       | 1,7       | 0,6       | 0,1       | 0,1        | 15,2       |
| Nombre de jours avec brouillard       | 10,8       | 5         | 2,8        | 1,5       | 1,9       | 0,7       | 0,3       | 0,4       | 1,2       | 3,8       | 7,4       | 9,4        | 45,2       |

| Diagramme climatique                                  |            |         |         |           |           |            |            |            |           |           |          |
| J                                                     | F          | M       | A       | M         | J         | J          | A          | S          | O         | N         | D        |
| 7,5−0,936                                             | 10,3−0,426 | 141,523 | 15,5343 | 19,46,253 | 25,39,930 | 29,112,115 | 28,612,421 | 24,410,132 | 17,96,552 | 11,82,351 | 8,20,153 |
| Moyennes : • Temp. maxi et mini °C • Précipitation mm |            |         |         |           |           |            |            |            |           |           |          |

## Culture

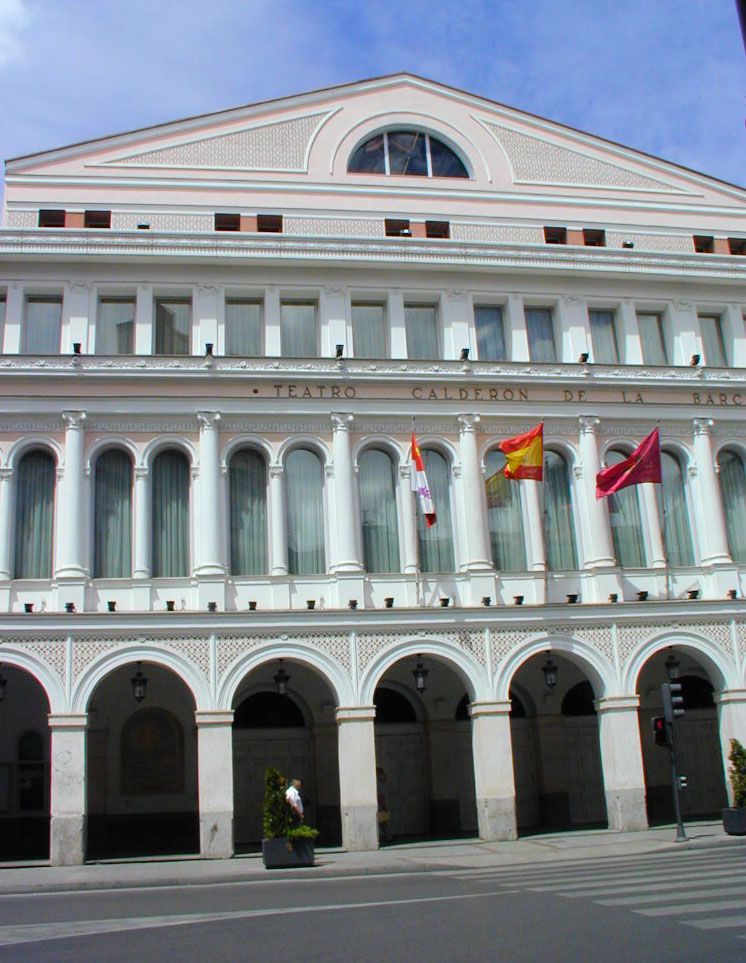
Teatro Calderón, Festival international du film de Valladolid.

Valladolid compte un grand nombre d'ensembles et de bâtiments patrimoniaux, notamment la Plaza Mayor, la place centrale de la ville (1561), la Casa Consistorial (actuelle mairie), le théâtre Zorilla, construit en 1884 dans l'ancien couvent de Saint François), où mourut Christophe Colomb, l'église de Jésus de Nazareth, la Plaza de la Rinconada, l'église du monastère de San Benito el Real, le musée Patio Herreriano dans l'ancien monastère, le palais du marquis de Valverde, le palais de Fabio Nelli, la Plaza del Viejo Coso, les anciennes arènes de Valladolid de même que l'ancien Convento de las Comendadoras de Santa Cruz.
La ville accueille le deuxième Congrès international de la langue espagnole en 2001.

### Langues
L’espagnol est la seule langue officielle dans toute la ville. Valladolid se distingue par avoir été la résidence de l’auteur de Don Quichotte, Miguel de Cervantes, ainsi que des auteurs tels que José Zorrilla ou Miguel Delibes et la poussée de son Université. La province se distingue par l’accueil d’un nombre important de personnes qui veulent apprendre la langue espagnole (tourisme linguistique).

### Semaine Sainte

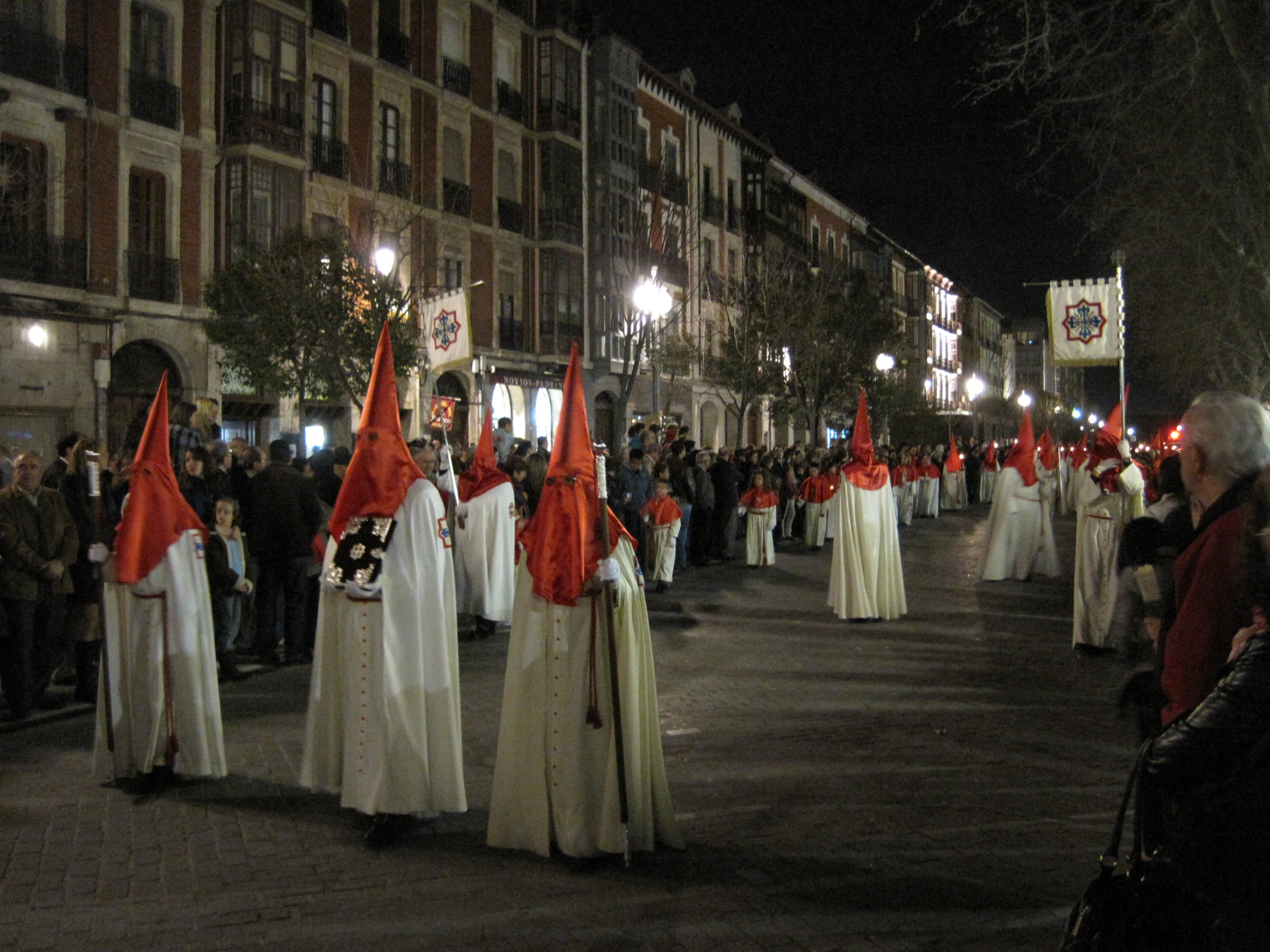
Procession Christ des travaux dans la Semaine sainte

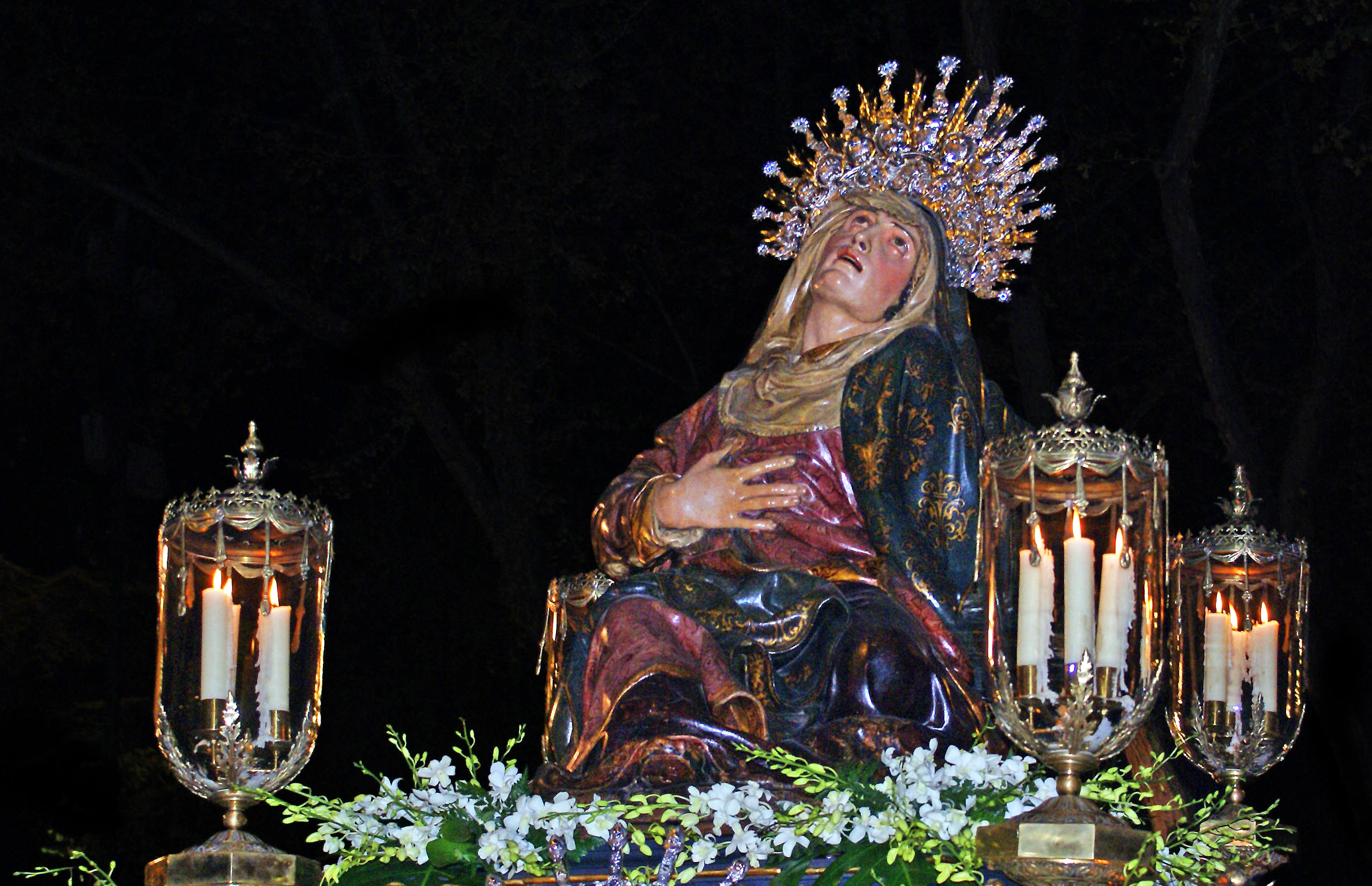
Virgen de las Angustias (Juan de Juni).

Dans la Semaine de Passion, et chaque fois qu'il n'y a pas de pluie, des dix-neuf confréries de Valladolid processionnent à travers le centre historique de la ville. L'histoire de la Semaine Sainte à Valladolid remonte au XVe siècle, bien qu'il y a antérieurement eu des processions à l'intérieur des couvents, où les confréries les plus antiques sont nées comme Sainte Vera Cruz, les Angoisses, La Pitié, La Passion et Notre Père Jesús Nazareno. Durant la Semaine Sainte de Valladolid, on peut contempler par les rues l'une des principales démonstrations de l'illustration religieuse dans le monde, des sculptures qui ont permis que la Semaine Sainte de Valladolid soit déclarée de l'Intérêt Touristique International.
La Semaine Sainte de Valladolid se distingue par la singularité artistique et la grande valeur de ses pas mais aussi par la sobriété, le silence et le respect qui règne dans chaque acte.
Pendant la Semaine de Passion de Valladolid, des festivités sont particulièrement remarquables comme l'Annonce et le Sermon des Sept Mots qui transforme la Grand-place de Valladolid en scène qui semble remonter au XVIe siècle et la Procession Générale de la Passion Sacrée du Rédempteur du Vendredi Saint qui refait le parcours de la Cène jusqu'à la solitude de la Vierge et dans lequel les 32 ensembles sculpturaux principaux peuvent être admirés.

## Société

### Sport

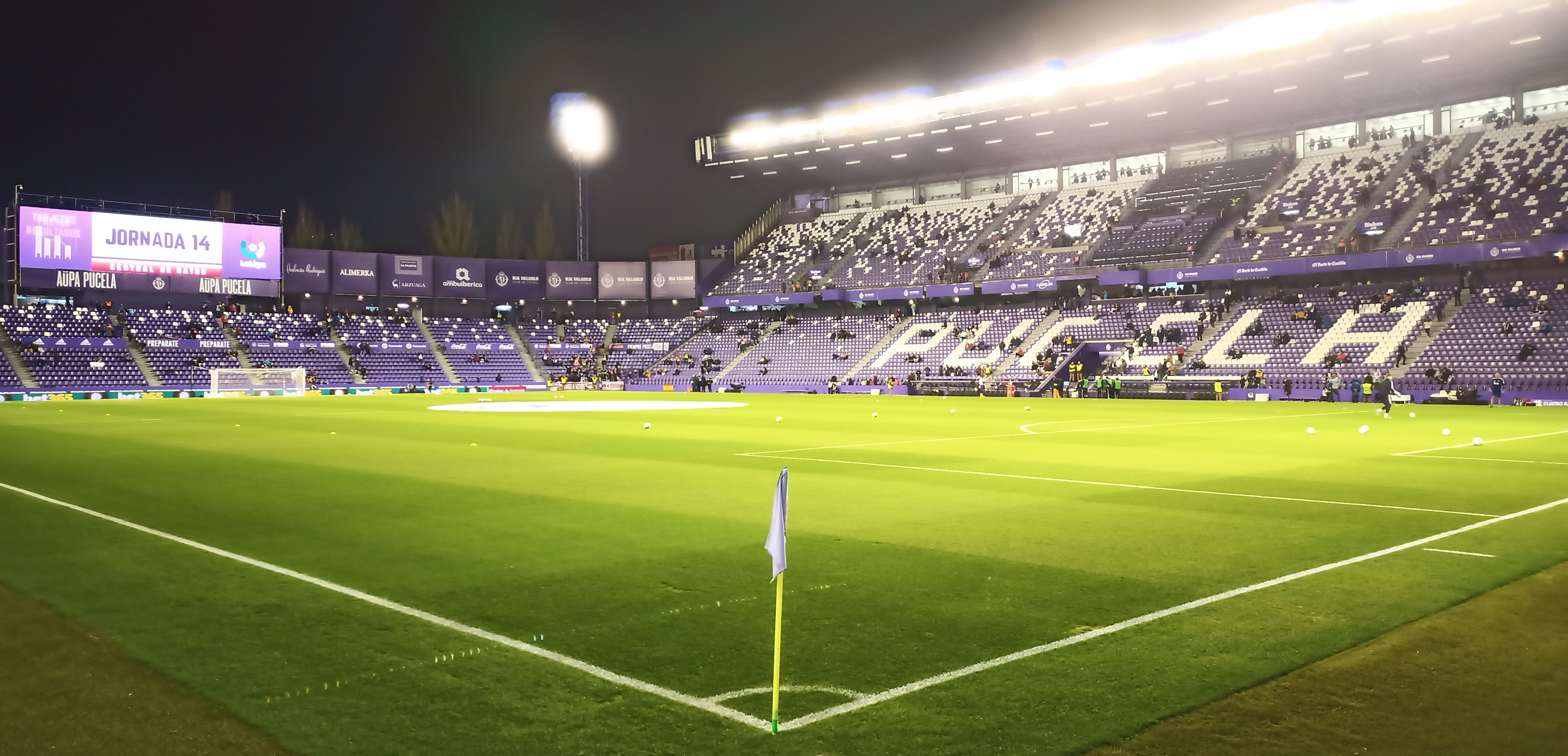
Stade José-Zorrilla le stade du Real Valladolid

Valladolid est le centre du sport en Castille-et-León mais aussi au sein de l’Espagne puisque c’est la seule ville avec Madrid à compter des équipes sportives de haut niveau sur la Meseta.

#### Handball
La ville dispose d'un important club de handball, le Naturhouse Le BM Valladolid, plusieurs fois champion d'Europe.

#### Football
- Real Valladolid, pensionnaire régulier de LaLiga et de LaLiga 2, les deux plus hautes divisions du football espagnol. Le Real Valladolid a remporté la coupe de la ligue d'Espagne en 1984. Le club a aussi gagné la deuxième division espagnole en 1948, 1959 et 2007

#### Rugby
Sport importé par un prêtre français professeur à l'Université, puis développé par les ouvriers français de Renault et Michelin , il voit s'affronter deux clubs dans des derbys féroces :
- El Salvador Rugby
- Valladolid Rugby Asociación Club

Dans le cadre de la Liga Superiberica, une franchise basée à Valladolid a été créée :
- Vacceos Cavaliers.

Le rugby est sans doute le sport le plus apprécié au sein de la population vallisolétane. La finale du championnat d'Espagne se déroule souvent au sein du stade José-Zorrilla, en présence du Roi d'Espagne, et attire trente-mille spectateurs. Les liens étroits unissant les deux clubs à Michelin, Renault ou l'Université leur assurent une aura sociale qui attire de nombreux jeunes garçons et jeunes filles. D'ailleurs, l'équipe féminine du VRAC est l'une des plus réputées d'Espagne.

#### Basketball
- CB Valladolid
- Basket-ball en fauteuil roulant : BSR Fundacion Grupo Norte Valladolid

#### Volley-ball
- Vallavolley

#### Tir
Avec El Rebollar, Valladolid possède l'un des plus grands stands de tir d'Europe. De nombreux champions espagnols en sont issus et il a aussi servi de camp d'entraînement à la Serbe médaillée olympique Ivana Maksimovic.
Valladolid accueille dorénavant les compétitions nationales espagnoles, occupant pour cela le gymnase Huerta del Rey, normalement dévolu au handball.

#### Cyclisme
Vallidolid a accueilli plusieurs arrivées du Tour d'Espagne :
- 1994 :  Tony Rominger
- 1997 :  Léon van Bon
- 2001 :  Erik Zabel
- 2005 :  Paolo Bettini
- 2008 :  Wouter Weylandt
- 2012 :  Daniele Bennati

### Personnalités

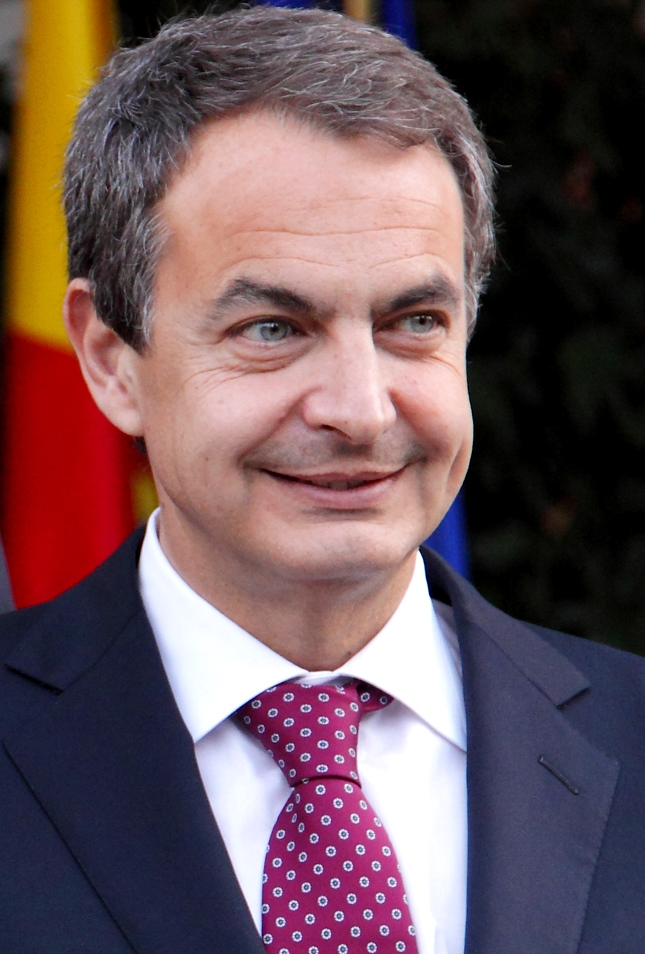
José Luis Rodriguez Zapatero (2011)

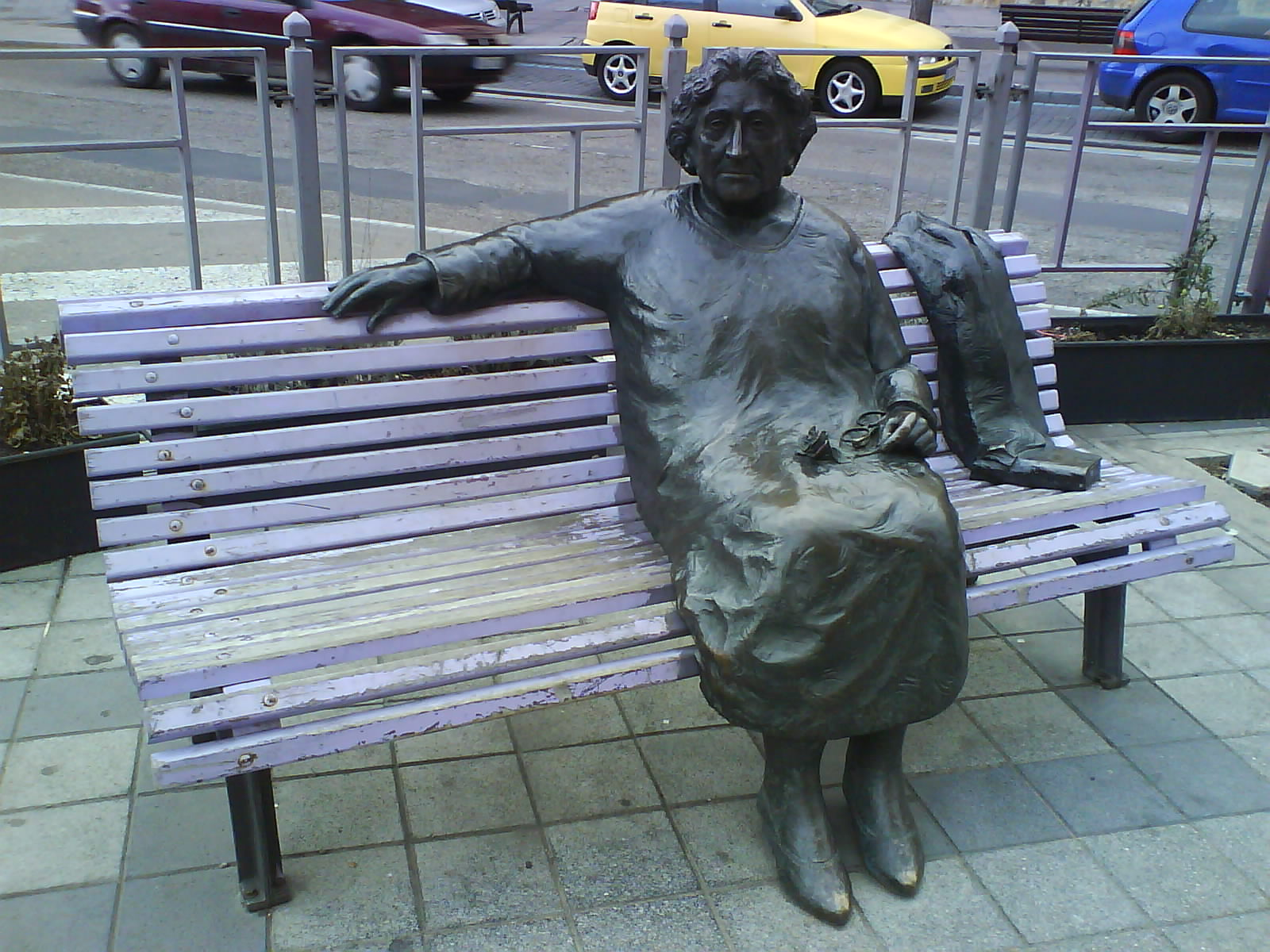
Hommage de la ville de Valladolid à l'écrivaine Rosa Chacel.

- Hommage de la ville de Valladolid à l'écrivaine Rosa Chacel. Tomás de Torquemada, premier Grand Inquisiteur espagnol, y est né en 1420 ;
- Christophe Colomb, navigateur, meurt à Valladolid en 1506 ;
- Philippe II d'Espagne y est né en 1527 ;
- Antonio de Yepes (1554-1618), moine bénédictin et historien ;
- Anne d'Autriche, mère de Louis XIV, y est née en 1601 ;
- Bartolomé de las Casas, dominicain, fut le défenseur des Indiens d'Amérique lors de la controverse de Valladolid, en 1550 ;
- Alonso Pérez de Vivero, gouverneur de Cambrai y naquit en 1603 ;
- Miguel de Cervantes, auteur de Don Quichotte, y vécut entre 1604 et 1606 ;
- Philippe IV d'Espagne y est né en 1605 ;
- Antonio Escobar y Mendoza, recteur du collège jésuite, fameux casuiste, y est né en 1589 et mort en 1669 ;
- Miguel Delibes ;
- José Zorrilla (1817-1893), poète;
- Ricardo de Los-Rios (1846-1929), peintre et graveur, né dans cette ville ;
- Virginia González Polo (1873-1923), femme politique et féministe espagnole, née à Valladolid;
- Belén de Sárraga (1874-1951), journaliste et militante féministe républicaine espagnole, née à Valladolid;
- Narciso Alonso Cortés (1875-1972), historien et poète
- Rosa Chacel (1898-1994), grande dame de la littérature, exilée à la suite de la guerre d'Espagne;
- Elena Paunero Ruiz (1906-2009), botaniste;
- Ana Redondo (1966-), femme politique et ministre espagnole;
- José Luis Rodríguez Zapatero, président du gouvernement espagnol, y est né en 1960 ;
- Dora García, artiste contemporaine, y est née en 1965 ;
- Francisco de Quevedo y Villegas part, en 1601, poursuivre ses études à l'université de Valladolid, ville dans laquelle s'était transférée la cour ;
- Gérard Hernandez, acteur français, connue pour son rôle de Raymond dans Scènes de ménages y est né en 1933 ;
- Lola Herrera, actrice espagnole, connue pour son rôle de Carmen Arranz dans Un, dos, tres, y est née en 1935.
- Eduardo García Benito, y est né en 1891 et mort en 1981, illustrateur et peintre, il est considéré comme le représentant espagnol de l’art déco.

## Jumelage
- Lille  France, depuis 1987
- Morelia  Mexique, nommée auparavant Valladolid
- Orlando  États-Unis, depuis 2006
- Florence  Italie, depuis 2007
- Lecce  Italie